# Francisco Ginella
Francisco Ginella, né le 21 janvier 1999 à Montevideo, est un footballeur uruguayen  qui joue au poste de milieu de terrain à Al-Rayyan SC.

## Biographie

### En club
Ayant fait ses débuts professionnels avec les Montevideo Wanderers, Francisco Ginella est transféré au Los Angeles Football Club pour la saison 2020 de MLS.

### En sélection
International en catégories de jeunes avec l'Uruguay, Ginella a également des origines italiennes et le passeport italien qui le rend éligible pour l'Italie.